# Поверхня Тольятті

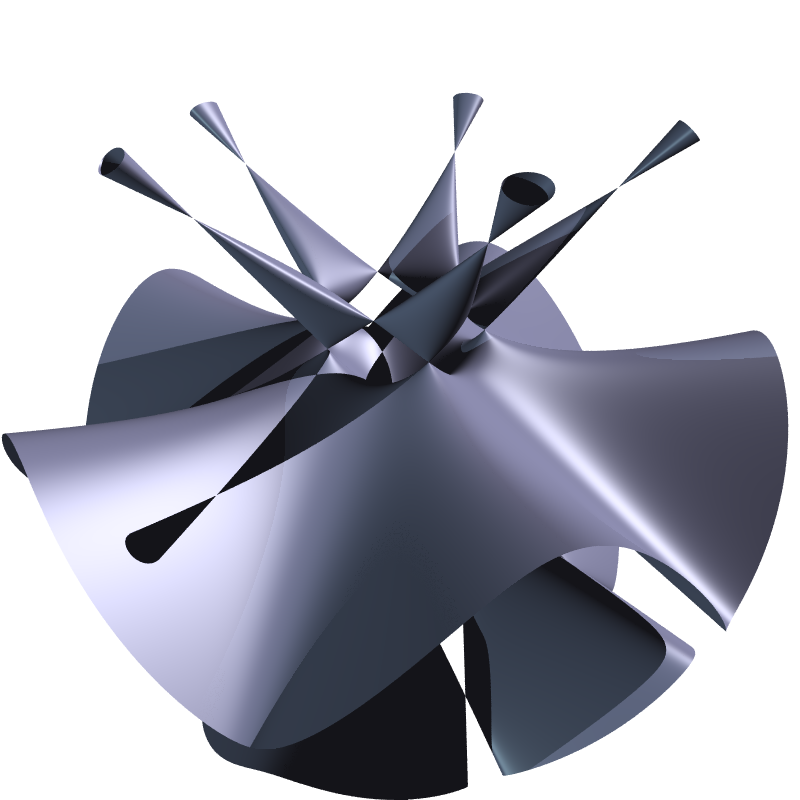
Поверхня Тольятті — алгебрична поверхня, задана рівнянням п'ятого степеня. Названа на честь.

Поверхня Тольятті — алгебрична поверхня, задана рівнянням п'ятого степеня. Має максимально можливу кількість особливостей серед кривих п'ятого степеня.

## Історія
Описана італійським математиком Еудженіо Тольятті в 1940 році.
Тольятті побудував приклад для 31 особливості (подвійних точок). У 1979 році Арно Бовіль довів, що це максимальна можлива кількість особливостей.
У 1993 році ван Стратен (van Straten) знайшов тривимірні рішення рівняння, а Барт (Barth) в 1994 році побудував конкретний приклад, який носить назву «дервіш».